# Vigor di Bayeux

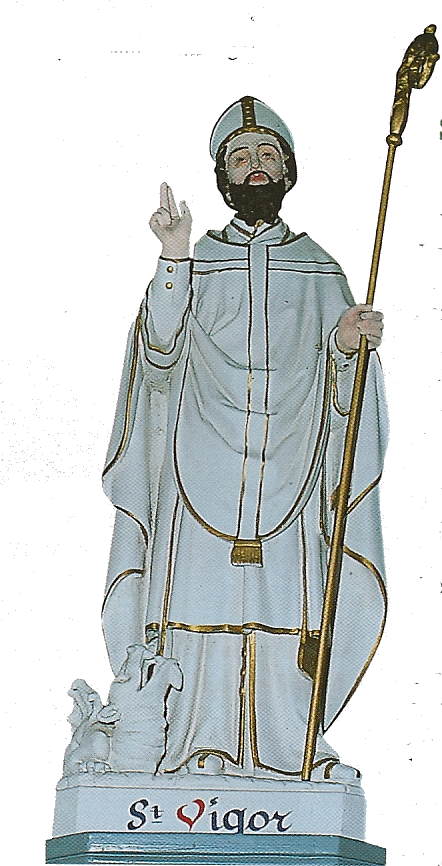

Vigor di Bayeux (Artois, ... – 537) è stato un vescovo franco, venerato come santo dalla Chiesa cattolica e da quella ortodossa.

## Agiografia
Vigor era un discepolo di san Vedasto di Arras. Contro la volontà del padre, divenne sacerdote e fuggì da casa. Si dedicò alla predicazione eremitica a Ravière nei pressi di Bayeux. Nel 513, fu nominato vescovo di Bayeux e si distinse nella lotta contro l'idolatria pagana e nella cristianizzazione della Gallia.
La leggenda vuole che Vigor avesse liberato Cerisy-la-Forêt (Cerisiacum) da un serpente che uccideva uomini e animali (probabilmente un'immagine per indicare gli idoli pagani e i sacrifici a loro tributati) e ricevuto dal ricco Volusiano un terreno, dove costruì una chiesa che divenne l'Abbazia di Cerisy-la-Forêt, nota anche come abbazia di Saint-Vigor a Cerisy. 

## Culto
San Vigor di Bayeux  è ricordato il 1º novembre. Vigor è patrono di Saint-Vigor-le-Grand dove fondò un monastero.
Vigor è venerato in Normandia e, dopo la conquista normanna dell'Inghilterra, il suo culto è testimoniato dalla presenza di due chiese inglesi dedicate a lui, a Fulbourn nel Cambridgeshire e a Stratton-on-the-Fosse, nel Somerset
Dal Martirologio Romano: «A Bayeux nella Gallia lugdunense, ora in Francia, san Vigore, vescovo, che fu discepolo di san Vedasto.»
La festa in onore del santo viene spesso posticipata in ossequio alla solennità di Tutti i Santi.